# Căsătoria în Islam
Căsătoria, numită în limba arabă nikah, este considerată un contract între un bărbat și o femeie cu scopul de a forma o familie. Uniunea este considerată un legământ religios, bărbații fiind încurajați să se căsătoreasca de îndată ce devin stabili din punct de vedere financiar.
Potrivit Coranului, uniunea între un musulman și o nemusulmană este permisă, atât timp cât ea este creștină sau evreică.Potrivit Versetului din Coran:,, Va sunt permise voua femeile de va fost data mai inainte scriptura(Sura 5,5)
Însă, o căsătorie între o femeie musulmană și un barbat crestin sau evreu nu este interzisa deoarece nu exista interdictie de acest gen in Coran. Insa este interzisa casatoria dintre un musulman, indiferent de sex cu un politeist potrinit Coranului:,, Nu dati fetele voastre credincioaste, politeistilor, inainte ca ei sa treaca la credinta si nu va casatoriti cu politeiste inainte ca ele sa treaca la credinta, caci o roaba credincioasa este mai buna decat una politeista, chiar daca va place (Sura 2,221)
În ceea ce privește poligamia, aceasta este tolerata în islam, astfel, un bărbat poate lua în căsătorie, după posibilitățile materiale și în anumite condiții, una, două, trei sau, maxim, patru femei, dar niciodată mai mult de patru în același timp.
„Dacă vă este teamă că nu veți fi drepți cu orfanii, luați-vă după cum vă va plăcea, două ori trei ori patru femei. Dacă vă este teamă că nu veți fi drept cu ele, luați-vă o singura femeie...”(Coran 4:3)

### Logodna
În Islam, căsătoria este precedată de logodnă.
Este obligatoriu ca femeia sa fie mai mica cu 25/30 de ani decît bărbatul
Conform tradiției, de îndată ce tanarul ajunge la vârsta potrivită pentru căsătorie, el le va indica în mod indirect parinților dorința lui de a-și intemeia o familie și pe tanara aleasa. Dacă tânărul nu iși exprimă dorința de a se căsători, e de datoria parinților, mai exact a mamei, de a-i gasi o mireasa potrivita. Căutările se desfașoară mai întai în cadrul familiei și apoi în exteriorul ei.
După găsirea unei pretendente, mamele tinerilor se pun de acord și apoi sunt anunțați și barbații familiei. Dacă bărbații sunt de acord, se face publică logodna, se încep aranjamentele pentru căsătorie prin stabilirea dotei, zilei de nunta, a ceremoniei, etc. 
Logodna constă în cererea în căsătorie a unei femei anume, cerere formulată de către bărbat, și în prezentarea propriei sale situații către femeia respectivă și familia acesteia, precum și în negocierea contractului de casatorie. Dupa ce părțile cad de acord asupra tuturor condițiilor, cei doi, logodnicul și logodnica, se pot vedea reciproc, pentru a se cunoaște mai bine. Dar cei doi nu vor fi lăsați singuri în acest stadiu pentru a nu se crea situații  neplăcute.
Pentru ca acel contract să fie valabil nu trebuie să nu existe piedici în calea căsătoriei, ca cei doi tineri trebuie să fie de acord, să fie îndeplinite formalitațile legale și să fie stabilită dota. 
Piedicile în calea căsătoriei sunt de două tipuri:
- permanente: înrudirea de sânge sau prin alianță,colactație sau consumarea căsătoriei în perioada de continență
- temporare:  religie mixtă,poligamia,înrudirea între soțiile aceluiași soț,perioada de continență sau tripla repudiere
Potrivit Coranului, căsătoria nu este posibilă cu asa numitele "persoane interzise", numite in araba,maharim. Aceste persoane sunt: ascendenții și descendenții precum și soțiile acestora,sora și descendenții surorilor și fraților,mătușile,surorile și mătușile ascendenților,soacra și descendenții soției. Casatoria intre veri fiind posibila.
„Nu vă căsătoriți cu femeile pe care tații voștri le-au avut de soții, în afară de ceea ce a fost înainte, căci cu adevărat aceasta este o faptă nerușinată și silnică, un drum rău ales.”
„Vă sunt oprite vouă: mamele voastre, fiicele voastre, surorile voastre, mătușile din partea tatălui, mătușile din partea mamei, fiicele fraților voștri, fiicele surorilor voastre, mamele voastre care v-au alăptat, surorile voastre de lapte, mamele femeilor voastre, fiicele voastre vitrege aflate sub oblăduirea voastră, cele născute din femeile voastre cu care ați fost căsătoriți cândva - dacă nu ați apucat însă să intrați la ele nici o vină nu va fi asupra voastră - soțiile fiilor voștri, zămisliți din coapsa voastră. Vă este oprit să vă căsătoriți cu două surori, în afară de ceea ce a fost înainte. Dumnezeu este Iertător, Milostiv.” (Coran 4:22, 23)
Însă, nu este permisa căsătoria simultană cu două femei rude de sânge,prin alianță sau "de lapte".
Atât pentru logodnic cât și pentru logodnică există posibilitatea de a rupe logodna. Astfel, dacă acest lucru se intampla, este de datoria tinerei să înapoieze familiei băiatului cadourile pe care le-a primit de la aceasta. 

### Dota
„Dați-le femeilor voastre dota de bună voie, însă dacă ele sunt atât de bune pentru a vă lăsa o parte, mâncați-o sănătoși.” (Coran 4:4)
Dota este suma de bani platită de către tânăr sau familia tânărului, viitoarei mirese. Dota este de două tipuri :
- prima  dota, care este plătită imediat și reprezintă o sumă mai mult simbolică de bani
-  cea de-a doua dota, care este o sumă mai mare de bani care va reveni soției în caz de divorț sau de deces al soțului. Această dotă nu este prevazută de  Coran dar este o practică tradițională.
De obicei, cea de-a doua dotă  rămâne copiilor familiei.
Plata dotei reprezintă o condiție obligatorie pentru căsătorie, așa cum reiese și din următorul verset coranic:
„...Luați-le de soții, cu îngăduința familiei lor. Dați-le dota după cuviință!...” (Coran 4:25)
Femeia are dreptul la dotă întreagă în cazul în care căsătoria a fost consumată sau dacă soțul moare înainte chiar de consumare. Ea are dreptul la jumătate din dotă în cazul în care căsătoria se desface înainte de consumare. Dar, nu are dreptul la dotă când căsătoria este anulată.

### Divorțul
Desfacerea căsătoriei, este unul dintre lucrurile considerate permise în islam, dar care este, în același timp, considerat ca fiind lucrul cel mai putin dorit de a se întâmpla.
Astfel, exista două forme de divorț: 
- Talaq, divorțul pronunțat de soț
- Khuf, separarea dorită de soție prin  desfacerea căsătoriei de către un judecător.
Divorțul pronunțat de soț (talāq), prin formula ’inti tāliq, este cunoscut sub denumirea de repudiere (acesta fiind numai un drept al soțului; numai soțul își poate repudia soția, nu și invers). Căsătoria este desfăcută, de asemenea, și în cazul înregistrării decesului unuia dintre soți.
Situațiile în care soția poate cere divorțul sunt: 
- dacă ea a descoperit la soțul său un defect de care nu se poate vindeca, sau vindecarea lui e de lungă durată.
- dacă soțul a absentat mai mult de un an, situație în care, i se scrie soțului fie, să vină, fie să își ia soția acolo unde se află, fie să se despartă de ea.
Dacă soțul nu dorește divorțul, soția poate, totuși, să ceară divorțul la tribunal pe motiv că el nu o poate întreține corespunzător. 
Deși, islamul acceptă divorțul, totuși acesta insistă ca soții să nu se grăbească să divorțeze, fapt pentru care stabilește că, în anumite situații, bărbatul nu poate pronunța divorțul.
Aceste situații sunt: atunci când soția se află în perioada de menstruație, când dorința sexuală nu s-ar putea materializa între cei doi soți, de asemenea, soțul trebuie să aibă doi martori atunci când pronunță divorțul.
Repudierea poate fi generată de către soț, doar dacă căsătoria a fost consumată și are ca rezultat separarea soților în cursul așa numitei perioade de continență. Ea durează trei luni, pentru a se vedea o eventuala sarcina. În cazul în care femeia este însărcinată, se incearca o împacare. 
Femeia nu are voie să contracteze o altă căsătorie în timpul acestei perioade de continență. Ea trebuie să aștepte până la finalul acesteia.
„Femeile divorțate vor aștepta vreme de trei scurgeri. Lor nu le este îngăduit să tăinuiască ceea ce Dumnezeu a plăsmuit în pântecele lor, dacă ele cred în Dumnezeu și în Ziua de Apoi. Dacă soții lor doresc împăcarea, ei au dreptul să le ia înapoi în acest răstimp. ...” Coran 2:228 
Un bărbat care își bănuiește soția de infidelitate, dar este incapabil de a demonstra aceasta, este de condamnat la pedeapsă corporală: 
„Biciuți-i cu optzeci de bice pe cei care le învinuiesc pe femeile cinstite și apoi nu pot veni cu patru martori, să nu mai primim mărturia lor niciodată, căci ei sunt stricați” (Coran 24:4)               